# International Mobile Equipment Identity

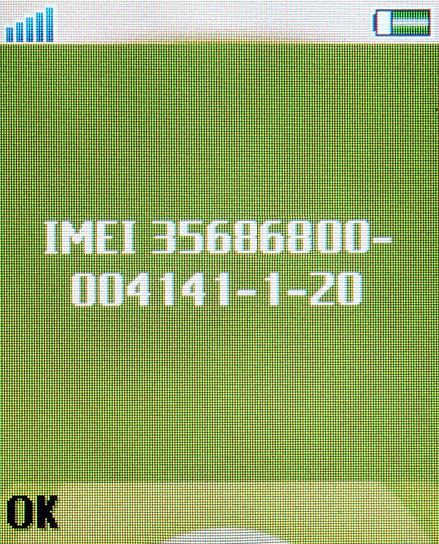
Esempio di IMEI mostrato sullo schermo di un telefono cellulare

Il codice IMEI (acronimo di International Mobile Equipment Identity) è un codice numerico che identifica univocamente un terminale mobile (Mobile Equipment), che può essere un telefono cellulare o un modem che sfrutti la tecnologia cellulare GSM GPRS EDGE UMTS HSDPA/HSUPA LTE 5G/NGMN; in egual misura, tale codificazione è usata anche dai dispositivi portatili di telefonia satellitare.

## Composizione
L'IMEI si può visualizzare digitando *#06#, ovvero il comando AT + CGSN.
È composto da 15 cifre, suddiviso in 4 parti:
AAAAAA BB CCCCCC D
dove
- AAAAAA rappresenta il TAC (Type Approval Code) che identifica la casa costruttrice e il modello del telefonino;
- BB rappresenta il FAC (Final Assembly Code) che identifica il luogo di costruzione o di assemblaggio del prodotto;
- CCCCCC indica il numero di serie del cellulare;
- D viene definita SP (Spare) o CD (Check digit) ed è una cifra riservata di controllo che verifica la correttezza del codice IMEI, calcolato con la formula di Luhn.

La sigla TAC, inoltre, ha cambiato significato ed è divenuto acronimo di Type Allocation Code.
Alcuni numeri IMEI hanno 16 cifre; l'ultima parte di due cifre, detta SV (Software Version), indica la versione del firmware dell'apparecchio, mentre la cifra spare è rimossa.

## Blacklist
L'IMEI è salvato nella memoria non volatile del cellulare (NVRAM) e all'avvio di ogni chiamata viene trasmesso alla rete dell'operatore.
In caso di furto, l'IMEI del cellulare rubato può essere comunicato al proprio operatore che provvede ad inserirlo in una banca dati condivisa da tutti gli operatori. Quando il terminale mobile chiede di registrarsi sulla rete dell'operatore associato alla SIM, se l'IMEI risulta inserito nella "lista nera", l'operatore nega l'accesso alla rete ed è impossibile effettuare o ricevere chiamate, messaggi e connettersi a Internet. Il blocco per qualsiasi operatore anche virtuale di telefonia mobile vale, ma limitatamente al territorio italiano, e quindi non impedisce la vendita e l'uso del cellulare in un altro Paese, anche all'interno dell'Unione Europea.
Al 2008, soltanto Francia e Regno Unito obbligavano gli operatori a bloccare l'IMEI su richiesta degli interessati. Altri Paesi, lasciano agli operatori la facoltà di farlo. L'Unione Europea non dispone di un pubblico registro degli IMEI bloccati, lasciando l'eventuale regolazione ai singoli Stati membri.

## Altri codici identificativi
La scheda SIM è identificata da codici differenti:
- l'ICC-ID (Integrated Circuit Card ID), un numero seriale stampato sulla scheda stessa che la identifica univocamente;
- l'IMSI, che identifica una coppia SIM-operatore telefonico, ossia la SIM all'interno di una rete GSM di un certo operatore.

Per capire la differenza fra ICC-ID e IMSI si consideri che, cambiando l'operatore di rete selezionandolo manualmente, l'IMSI sarà differente, mentre la scheda e quindi l'ICC-ID resteranno invariati.

### Modifica del codice IMEI
Il codice IMEI in gran parte dei cellulari in commercio e dei modem USB che utilizzano la tecnologia cellulare può essere modificato al pari di un qualunque indirizzo MAC dei dispositivi di rete o di un codice identificativo di fabbricazione UUID di un dispositivo di archiviazione di massa.
La riprogrammazione o rescrittura dell'IMEI di un telefonino può essere operata con appositi strumenti atti alla riprogrammazione tramite cavo seriale o USB e l'utilizzo di appositi programmi per l'invio di codici seriali, tramite appositi codici incorporati del firmware o firmware modificati appositamente per la generazione e sostituzione dell'IMEI dei dispositivi.
Diversamente dall'opinione diffusa, tale pratica è illegale in Italia; inoltre, in Europa la procedura è perseguita nel Regno Unito, ove è vietata dal Mobile telephones (re-programming) act, che persegue anche il possesso dell'attrezzatura per eseguire la riprogrammazione, e in Lettonia, ove la riprogrammazione costituisce un reato.

## Abusi extracontrattuali degli operatori
Il blocco dell'IMEI non coinvolge nessuna pubblica autorità, fatto che può prestarsi ad abusi contrattuali e iniziative unilaterali da parte degli operatori di telefonia, che raccolgono le richieste, controllano la rete e chi può accedervi, eseguendo il blocco.
Tale pratica esiste per qualsiasi contenzioso, non solo in caso di morosità e inadempienza contrattuale del consumatore, ma anche in merito alla qualità effettiva del servizio rispetto alle obbligazioni assunte dagli operatori. Il proprietario ha diritto a disporre liberamente del bene pagato e in particolare di venderlo a terzi, i quali secondo la legge non rispondono in solido dei suoi debiti e possono ottenere dal giudice l'ordine in capo all'operatore di sbloccare l'IMEI del telefono a favore del nuovo acquirente.
Diversamente dalla SIM, l'IMEI non viene mai formalmente associato né alla SIM né in modo diretto all'acquirente-proprietario del cellulare; al contrario, il codice IMEI può essere letto da chiunque abbia accesso (anche da remoto) al terminale, e può chiederne la disattivazione. L'operatore che raccoglie la richiesta può verificare il traffico di rete dei mesi precedenti e la corrispondenza dell'IMEI con la SIM.
Il servizio universale delle telecomunicazioni prevede obblighi per gli operatori di linea fissa, ma non per quelli di telefonia mobile: l'operatore telefonico non è soggetto ad uno specifico obbligo a contrarre e quindi, qualora la controparte non sia regolare nei pagamenti, può rescindere il contratto e disattivare la SIM. L'eventuale riassegnazione del numero a terze persone va bilanciato con un diritto alla portabilità che il cliente potrebbe chiedere di esercitare, sottoscrivendo contratti con altri operatori. 

L'oggetto contrattuale è la SIM, che è indipendente dall'IMEI e dal terminale mobile: anche se ne ha la possibilità tecnica, il blocco unilaterale dell'IMEI da parte dell'operatore eccede l'ambito e la portata del contratto sottoscritto col cliente ed è illegittima.
Nulla osta, invece, che gli operatori alimentino una banca dati condivisa degli utenti morosi, in modo simile alla Centrale Rischi Finanziari nel settore del credito, e che rifiutino preventivamente l'attivazione di una SIM a nominativi già in precedenza segnalati come cattivi pagatori. Ciò vale a maggior ragione in Italia, dove non vige nessun obbligo a contrarre per gli operatori di telefonia mobile.

## L'intercettazione dei cellulari tramite IMEI
Su una rete cellulare è tecnicamente possibile intercettare le comunicazioni del target tramite l'IMEI del suo cellulare. La caratteristica di questo tipo d'intercettazione è che si basa su un identificativo tecnico che, a differenza degli altri utilizzabili, non è assegnato dall'operatore di telecomunicazioni. Da questa particolarità scaturiscono due considerazioni.
L'intercettazione di un IMEI non equivale all'intercettazione legale di un utente ben preciso, ma di un qualunque utente che utilizzi il terminale mobile avente quell'IMEI. Supponendo ad esempio che un terminale mobile avente un determinato IMEI, su cui sia stata richiesta l'intercettazione delle comunicazione da parte dell'Autorità Giudiziaria, venga utilizzato prima dall'utente A e poi dall'utente B, allora verrebbero intercettate rispettivamente prima le comunicazioni dell'utente A e poi quelle dell'utente B.
Da un altro punto di vista, l'intercettazione tramite l'IMEI potrebbe consentire di intercettare tutte le comunicazioni effettuate da un ben preciso utente che utilizza diverse schede SIM sullo stesso cellulare; infatti, quando un utente cambia numerazione telefonica o scheda SIM, conservando però lo stesso telefono cellulare, cambia la numerazione MSISDN o il codice della scheda SIM ma non l'IMEI.
A livello architetturale l'intercettazione realizzata sulla rete radiomobile non presenta differenze sia che avvenga su base IMEI che su base MSISDN o IMSI. Tuttavia esistono alcune differenze a livello funzionale. Durante la fase di registrazione del terminale mobile sulla rete, il check digit (la 15ª cifra) non viene trasmesso, più precisamente viene posto a “0”. Questo vuol dire che sulla rete cellulare l'IMEI è composto sempre da 15 cifre, ma solo le prime 14 corrispondono effettivamente a quelle dell'IMEI originale. Nel caso in cui l'Autorità Giudiziaria chieda l'intercettazione su un MSISDN o IMSI, l'operatore mobile attiva l'intercettazione esattamente sulla numerazione comunicata. Nel caso di IMEI, l'operatore mobile è costretto ad attivare l'intercettazione legale considerando solo le prime 14 cifre comunicate, partendo da sinistra verso destra, ponendo a zero l'ultima.
L'attivazione di una SIM, sia tramite numero clienti dell'operatore che contestuale presso un punto vendita autorizzato, è associata ad un documento d'identità, al codice fiscale e alla registrazione del video o della voce del richiedente, ovvero anche all'IBAN per l'addebito bancario. Anche l'IMEI del terminale mobile è associato agli stessi dati personali quando:
- l'acquirente firma per una garanzia estesa oltre i due anni minimi previsti dalla normativa europea;
- il terminale è acquistato nei punti vendita degli operatori telefonici con una nuova SIM, ad esempio in comodato d'uso per un piano in abbonamento.

La SIM può essere intestata a dei prestanome e quindi non identificare l'effettivo utilizzatore, così come l'IMEI non identifica una singola persona, ma un dispositivo che può anche essere rubato, bloccato in tutta la rete nazionale su richiesta dell'ex proprietario, e, tuttavia, successivamente associato ad un nuovo IMEI, che in Italia non è obbligatorio registrare preventivamente per poter accedere di nuovo alla rete mobile. Tuttavia, la registrazione sulla rete mobile (e l'intercettazione) protratti nel tempo di un codice IMEI e di una SIM acquistati contestualmente, associati ai dati bancari, senza successive contestazioni di addebiti da parte del correntista, sono elementi di prova che, insieme alla voce intercettata, concorrono a identificare univocamente il nominativo del loro titolare con la persona effettivamente responsabile del loro utilizzo.